# Alexandr (Bogdanov)
Alexandr (světským jménem: Alexandr Vasiljevič Bogdanov; 17. září 1830, Pustyňa Žabyň – 24. prosince 1898, Tambov) byl ruský duchovní Ruské pravoslavné církve a biskup tambovský a šacký.

## Život
Narodil se 17. září 1830 ve vesnici Pustyňa Žabyň v Tulské gubernii v rodině kněze.
Navštěvoval Novosilské duchovní učiliště a poté Tulský duchovní seminář. Následně pokračoval ve studiu na Kyjevské duchovní akademii, kterou dokončil roku 1853.
Dne 31. října 1853 se stal učitelem literatury a filosofie Orelského duchovního semináře.
Dne 25. května 1855 se stal magistrem bohosloví.
Roku 1855 se oženil s dcerou kněze Marií Alexejevnou Vysockou.
Dne 14. února 1856 byl rukopoložen na jereje.
Dne 8. května 1866 byl povýšen na protojereje.
Pokračoval v pedagogické činnosti. Byl také duchovním katedrálního chrámu a chrámu Pokrova přesvaté Bohorodice v Orelu.
Dne 23. února 1870 byl jmenován rektorem Orelského duchovního semináře.
Roku 1883 mu zemřela manželka a 23. října 1888 byl postřižen na monacha a přijal mnišské jméno Alexandr. Dne 8. listopadu byl povýšen na archimandritu
Dne 12. února 1889 proběhla v Alexandro-Něvské lávře jeho biskupská chirotonie na biskupa muromského a vikáře vladimirské eparchie.
Dne 23. března 1892 byl ustanoven na jenisejskou katedru.
V jenisejské eparchii zřídil duchovní seminář a vzdělávací bratrstvo.
Dne 30. dubna 1894 byl jmenován biskupem tambovským a šackým.
Vyznačoval se láskou k chudým a milosrdenstvím.
Zemřel 24. prosince 1898 v Tambově.